# ФК Електромош
ФК Електромош (мађ. Elektromos FC), је мађарски фудбалски клуб из Будимпеште.

## Историја
ФК Електромош је дебитовао у првој лиги мађарске у сезони 1936/37.. Ту сезону ФК Електромош је завршио на седмом месту.

## Промена имена
- 1921–1936: Фискултурно друштво престоничких електричара Будимпеште (Budapest Székesfőváros Elektromos Műveinek Testedző Egyesülete)
- 1936–1944: (Elektromos FC)
- 1944–1945: (Elektromos MTE)
- 1945–1951: (Elektromos Munkás Sportegyesület)
- 1948: ујединио се са Келенфелди електромош
- 1950: ујединио се са ФК Фебуш (Phöbus FC)
- 1951–1957: ФК Вашаш електромош СК
- 1957–1999: ФК Елрктромош СЕ (Elektromos SE)